# Pierre Roussel
Pour les articles homonymes, voir Pierre Roussel (homonymie) et Roussel.
Pierre Roussel, né le 28 septembre 1723 à Paris où il meurt le 7 juin 1782, est un maître-ébéniste, marqueteur renommé et marchand. 

## Biographie
Pierre Roussel est né à Paris le 28 septembre 1723. Il est le fils de Michel Roussel (compagnon ébéniste) et de Barbe Dulin. Issus d’une famille pauvre, ses trois frères (Jacques, Michel et Louis) deviennent menuisiers et l'une de ses sœurs, Françoise, épouse un boucher (Pierre Bérard) en 1743 à environ 20 ans. 
La même année, il épouse avec Marie-Antoinette Fontaine sans contrat de mariage. 
De cette union, naissent deux fils : Pierre-Michel l’ainé et Pierre dit « le jeune » et quatre filles : Marie-Françoise, Françoise, Catherine et Marie. 
Il est reçu maître ébéniste le 21 août 1745 et s’installe dans le faubourg Saint-Antoine, rue de Charenton en face de la rue Saint-Nicolas à l’enseigne « L’Image de Saint Pierre ».
Rapidement, sa carrière d'ébéniste prospère, mais surtout comme marqueteur talentueux, à tel point qu’il devint juré de sa communauté dès 1762, puis juré comptable en 1763-1764. Il établit alors une liste des pauvres maîtres ébénistes devant être assistés par la Jurande. (Le fait d’être maître ne garantissant pas forcément un revenu suffisant pour vivre !) 
Sa notoriété atteint des sommets dès 1767, comme le confirme Salverte  qui mentionne que Pierre Roussel, qui avait été choisi comme expert pour arbitrer un différend entre deux collègues, était considéré comme l’un des tout meilleurs ébénistes de sa période. Affirmation reprise dans l’Almanach d’indication générale ou du vray mérite de 1769 qui le cite comme l’un des tout premiers ébénistes de Paris.  
Ses deux fils, devenus ses élèves et assistants, sont reçus « maîtres », le 28 août 1766 pour Pierre-Michel et le 13 août 1771 pour Pierre dit « le jeune ». 
Sa notoriété et sa fortune lui permettent de marier au moins trois de ses filles à des personnages relativement importants pour l’époque : Marie Françoise à Nicolas Balthazar Coulon (commis de greffe), Françoise à Pierre Préaux (notaire royal) et Catherine à Jean Jacques Retou (maître carteur). Son fils ainé, Pierre-Michel épousa Marie Anne Josèphe Lemarchand à Dieppe le 5 octobre 1773. La même année, Pierre Roussel s’achète une maison de 25 000 livres et loue deux autres maisons : la première location pour exposer ses œuvres, rue du Faubourg-St-Antoine à l’enseigne « Coupe d’or » et la seconde comme entrepôt.
Reconnu et apprécié par ses pairs, il devient député du corps des ébénistes en 1777, puis syndic adjoint en 1779 et enfin syndic l'année suivante. 
À sa mort, en 1782, sa veuve prend la gérance de l'établissement aidée du cadet de ses fils, Pierre le jeune. Sa succession comprenait 244 pièces représentant un total de 18 000 livres. 
Pierre le jeune figure en 1785 et 1786 comme fournisseurs aux Menus Plaisirs de Versailles, mais semble n’avoir survécu que peu de temps et mourut avant 1789 
Pierre-Michel s’installe au 310, rue Saint-Honoré et vend son fonds de commerce au mois de Fructidor de l’an II. (Soit en août - septembre 1793) et se retire rue de Gramont. Veuf en 1810, il meurt le 15 décembre 1822 à la tête d’une importante fortune.

## Son estampille

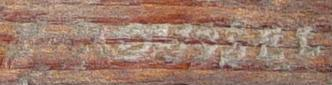
Estampille de Pierre Roussel

Il signa ses œuvres de l’estampille « P.ROUSSEL ». Si Pierre « le Jeune » continue d’utiliser la même estampille que son père après sa mort, Pierre-Michel déposera un poinçon légèrement différent : lettres plus hautes, plus rondes et sans léger empattement. S’il n’y a pas de doute pour l’attribution des meubles au père pour la période Louis XV, pour les périodes postérieures, seul un expert est capable de faire la différence entre les réalisations attribuables au père ou à ses fils.

## Son art

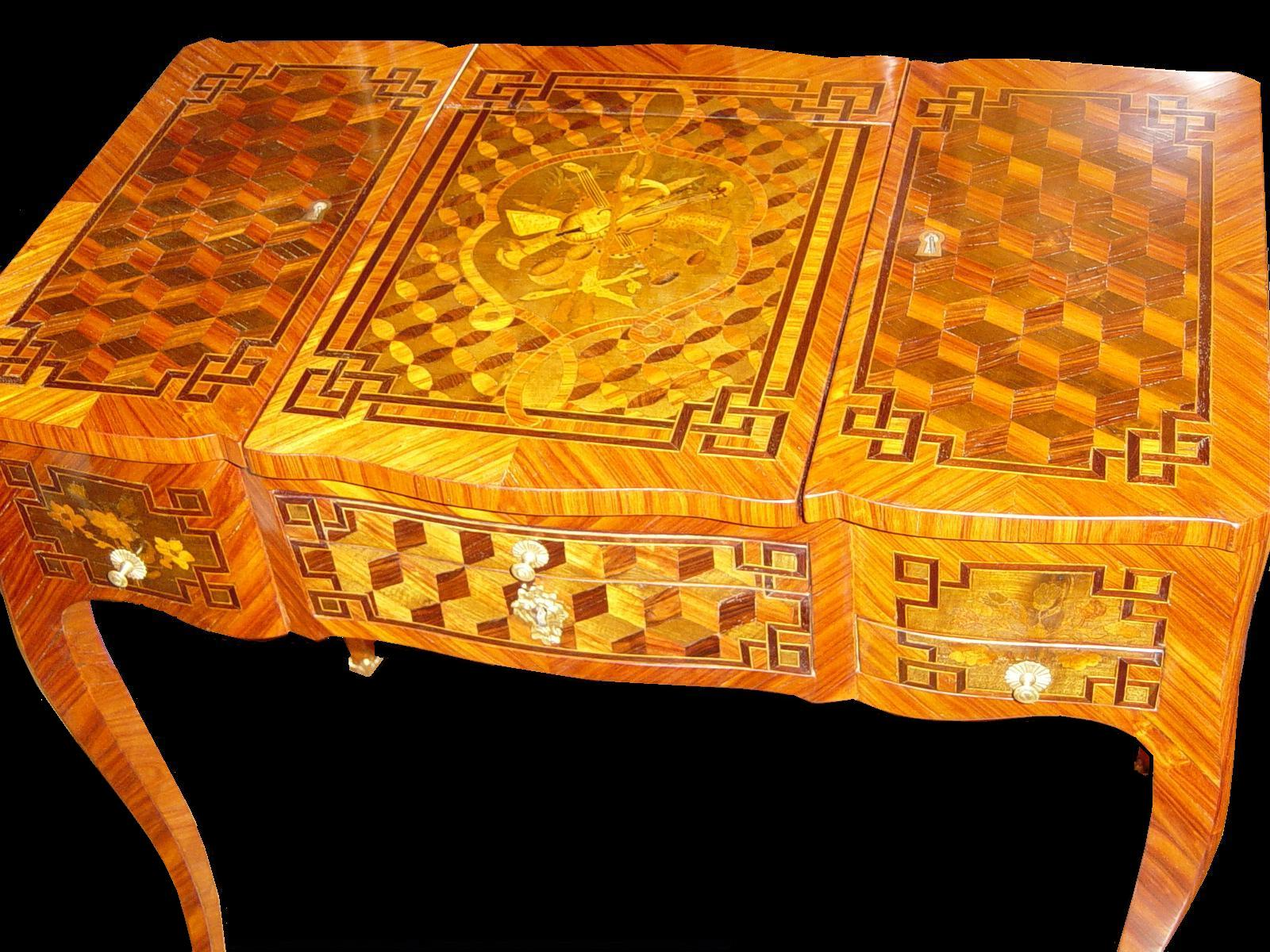
Coiffeuse de Pierre Roussel

Pierre Roussel développa une grande renommée comme ébéniste d'excellente qualité et marqueteur hors pair. Il fut reconnu de son vivant comme l’un des premiers ébénistes de la capitale. Ses productions sont aussi nombreuses que variées. Son œuvre s'adapte à tous les styles du XVIIIe siècle, du rocaille au néoclassicisme en passant par le Transition. Ses œuvres, les plus caractéristiques, sont des meubles Louis XV et Transition avec des marqueteries de paysages, de fleurs ou d’instruments de musique. Il pratique les marqueteries géométriques à encadrement de grecques ou à fleurs de bois clair et nœuds de rubans.
Il travailla pour ses confrères ébénistes et marchands comme Pierre Migeon IV, Adrien Delorme, Joseph Baumhauer, Jean Pierre Latz et Mathieu Guillaume Cramer …
Il a fourni Honet et Thurin en 1769, puis Bétault et Ravary en 1771 (et semble même avoir eu avec ces derniers une exclusivité !). Il fit travailler les bronziers Joseph Noël Turpin, André Ravrio, Dubost et le doreur Trufot.  
Nombre de ses œuvres se trouvent dans tous les grands musées de France et du monde (voir ci-dessous Chapitre « Les œuvres de la famille Roussel dans les Musées »).

## Ses clients
Entre 1775 et 1780, il reçut des commandes du Prince de Condé pour le Palais Bourbon et le château de Chantilly pour une valeur de plus de 10 000 livres Curieusement, il n’a pas fait de livraison à la Garde Meubles (du Roi),.
Grâce à son brutal décès, l’inventaire de sa succession nous fournit un instantané sur ses créditeurs et débiteurs.  
Il était en relation avec des marchands de province et d’Europe 
- Madame veuve Padelenety à Tours
- Sieur Devin à Angers
- Sieur Vincent à Rouen
- Sieur Charité à Rouen
- Mme Padeloup à Amsterdam
- Le marchand tapissier : Grandon et les merciers : Tesnière et Pupart [19]

Parmi ses clients (outre ceux déjà mentionnés), on peut citer 
- le Comte Cromot de Fongy,
- le Marquis de Timbrune,
- la Princesse d’Arenbourg,
- M. Boulogne de Préninville[20]…

## Ses œuvres dans les musées
Musée du Louvre, Paris,.
- Une grande  table (Louis XV)[23]
- Grand bureau[24]
- Grand régulateur ayant appartenu au Duc de Penthièvre

Musée des arts décoratifs de Paris
- Commode et encoignures (Louis XV)
- Encoignures (Louis XV)
- Coiffeuse à caissons (Louis XV)

Musée Carnavalet, Paris 
- Petite commode (Transition)

Musée Jacquemart-André, Paris
- Commode Transition [23]

Petit Palais, Paris
- Petite table rognon
- Commode Louis XV portant à la fois les marques de Delorme et Roussel [25]

Waddesdon Manor, Londres
- Table à écrire dont on admirera particulièrement ses fidèles répliques de planches gravées[26]

Musée des beaux-arts de Boston, MA
- Commode (Transition)

Cleveland Museum of Art, OH
- Commode (Louis XV)
- Petit meuble à Bijoux (Transition)
- Encoignures (Louis XVI)

Metropolitan Museum of Art (New York, N.Y.)
- Secrétaire (Louis XVI)[27]

Musée hongrois des arts décoratifs à Budapest
- Commode (Transition) avec une décoration d’instruments de musique

Musée des Tissus et des Arts décoratifs, Lyon
- Commode en demi-tombeau (style rocaille)
- Commode en demi-tombeau (époque Louis XV)
- Bureau plat (époque Louis XV)